# Metro v Rennes
Metro v Rennes (francouzsky Métro de Rennes) je síť metra v Rennes v Bretani ve Francii. Výstavba linky A byla zahájena v roce 1997 a otevřena byla v roce 2002. Síť sestává ze dvou linek s označením A a B.
Obě linky jsou provozovány vozy bez řidiče typu VAL (Linka A), respektive NeoVAL (linka B).

## Stanice
Linka A má 15 stanic, jsou jimi:
- J.F. Kennedy
- Villejean-Université
- Pontchaillou
- Anatole France
- Sainte-Anne
- République
- Charles de Gaulle
- Gares
- Jacques Cartier
- Clemenceau
- Henri Fréville
- Italie
- Triangle
- Blosne
- La Poterie

## Linka B
Výstavba linky B byla zahájena v roce 2014, provoz byl spuštěn 20. září 2022. Linka vede z jihozápadu k severovýchodu a s linkou A se kříží ve stanicích Gares a Sainte-Anne. Linka B má 15 stanic a je dlouhá 13,4 km.